# ヨウ化ナトリウム
ヨウ化ナトリウム（ヨウかナトリウム、sodium iodide）は化学式が NaI と表される、白い固体状の塩である。ナトリウムのヨウ化物。フィンケルシュタイン反応と呼ばれるハロゲン交換反応の反応剤として、有機ヨウ素化合物の合成に用いられる。ヨード欠乏症の治療、放射線の検出などへの用途も知られる。
吸湿性を持ち、空気中で潮解する。さらに空気酸化を受けてヨウ素の赤紫色を帯びる。

## 用途
有機合成において、塩化アルキルをヨウ化アルキルへ変換するハロゲン交換反応に用いられる。アセトン溶液を用いるフィンケルシュタイン反応 (Finkelstein reaction)、ポリメラーゼ連鎖反応 (PCR法) にて利用される。アセトン中で塩化アルキルとヨウ化ナトリウムを作用させると、ハロゲン交換の結果生じる塩化ナトリウムがアセトンに不溶で析出するため、反応の平衡がヨウ化アルキルが生じる生成系へと偏っていく。
{\displaystyle {\ce {R-Cl\ +NaI->R-I\ +NaCl\downarrow }}}
臭化アリールをヨウ化アリールに変換する場合には、過剰量のヨウ化ナトリウムがヨウ化銅(I) (CuI) とともに用いられる。
ヨウ化ナトリウムは、ヨード欠乏症の治療と予防のために使われる。
また、ヨウ化ナトリウムはシンチレータ（放射線が当たることによって蛍光を示す性質を持つ物質）であるため、高純度の単結晶は主にタリウムなどのドーピング処理で活性化された後、放射線の検出に利用される(シンチレーション検出器)。
核医学の分野では、ヨウ素が甲状腺に集積することを利用し、Na123Iなどを甲状腺シンチグラフィに用いる。